# Bawełniak arizoński
Bawełniak arizoński (Sigmodon arizonae) – gatunek ssaka z podrodziny bawełniaków (Sigmodontinae) w obrębie rodziny chomikowatych (Cricetidae).

## Zasięg występowania
Bawełniak arizoński występuje w zachodniej Ameryce Północnej zamieszkując w zależności od podgatunku:
- S. arizonae arizonae – takson wymarły, występował w Fort Verde, w środkowej Arizonie, Stany Zjednoczone.
- S. arizonae cienegae – środkowa Arizona, Stany Zjednoczone, od południowej do środkowej Sonory, Meksyk.
- S. arizonae jacksoni – takson wymarły, występował w Fort Whipple, w środkowej Arizonie, Stany Zjednoczone.
- S. arizonae major – południowa Sonora, Sinaloa, zachodnie Durango i Nayarit, Meksyk.
- S. arizonae plenus – dolny bieg rzeki Kolorado we wschodniej Kalifornii i zachodniej Arizonie, Stany Zjednoczone; wymarły w południowej Nevadzie.

## Taksonomia
Gatunek po raz pierwszy zgodnie z zasadami nazewnictwa binominalnego opisał w 1890 roku amerykański ornitolog Edgar Alexander Mearns nadając mu nazwę Sigmodon hispidus arizonae. Holotyp pochodził z Rancza Bell’s, 5 mi (5 km) na południowy wschód od Camp Verde, w Hrabstwie Yavapai, w Arizonie, w Stanach Zjednoczonych. 
S. arizonae był zaliczany do S. hispidus, ale jego status gatunkowy potwierdzają różnice chromosomalne i morfologiczne. Autorzy Illustrated Checklist of the Mammals of the World rozpoznają pięć podgatunków (w tym dwa wymarłe).

### Etymologia
- Sigmodon: gr. σῖγμα sigma „litera Σ”; ὀδούς odous, ὀδóντος odontos „ząb”; w aluzji do sigmoidalnego wzoru na zębach trzonowych gdy ich korony są zużyte[11].
- arizonae: Arizona, Stany Zjewdnoczone[12].
- cienegae: ciénega, system terenów podmokłych w południowo-zachodnich Stanach Zjednoczonych[13].
- jacksoni: Hartley Harrad Thompson Jackson (1881–1976), amerykański teriolog[4].
- major: łac. maior, maioris „większy”, forma wyższa od magnus „wielki”[12].
- plenus: łac. plenus „gruby, postawny, pulchny”[12].

## Morfologia
Długość ciała (bez ogona) 220–245 mm, długość ogona 95–155 mm, długość ucha 17–24 mm, długość tylnej stopy samic 34–43 mm; masa ciała 140–300 g; samce są nieco większe od samic (całkowita długość samic 270 mm, samców 289 mm). 

## Tryb życia
Bawełniaki arizońskie są bardzo liczne i często traktowane jako szkodniki. Zwykle żywią się roślinami i małymi owadami, lecz gdy ich zagęszczenie jest bardzo duże, zjadają również pisklęta i jaja przepióra wiginijskiego, a także raki i kraby.

### Rozmnażanie
Rozmnażają się szybko. Samica po raz pierwszy rodzi w wieku 10 tygodni. Jeden miot może liczyć do 12 młodych.